# Nabi Ilyas

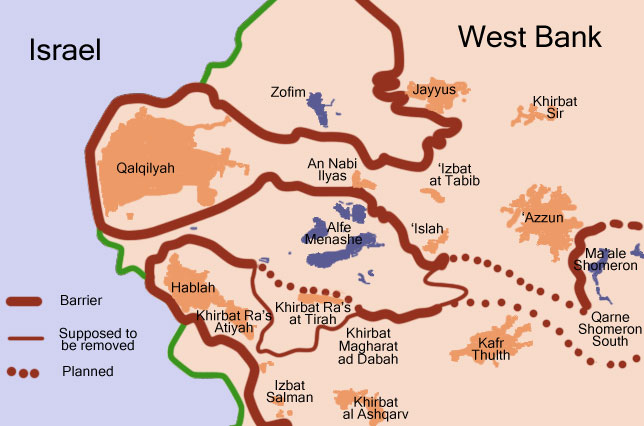
Nabi Ilyas en 2008, entre Kalkilia y Azzun, con la barrera de separación enmarcándolo al norte y al sur.

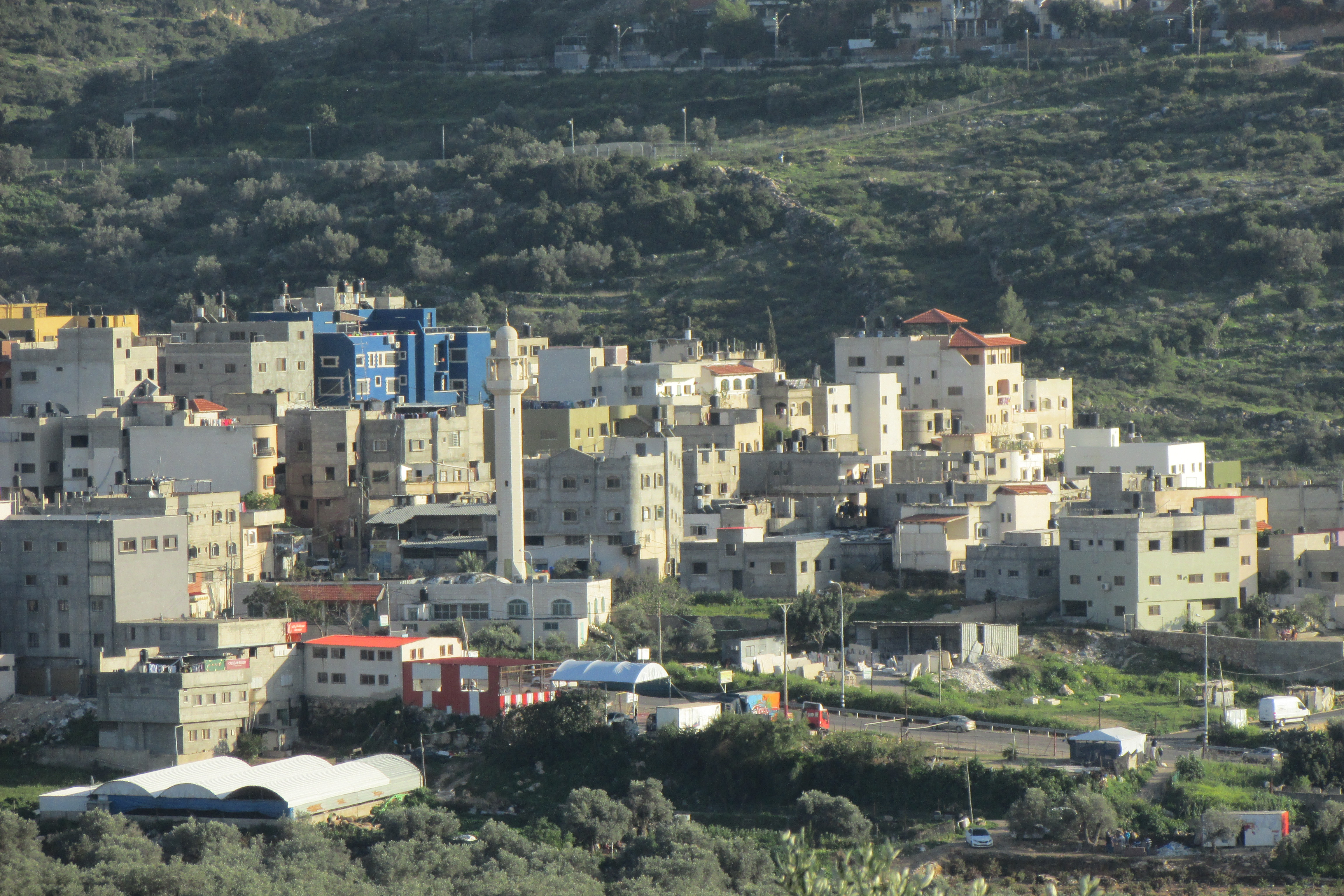
Vista del centro del pueblo de Nabi Ilyas.

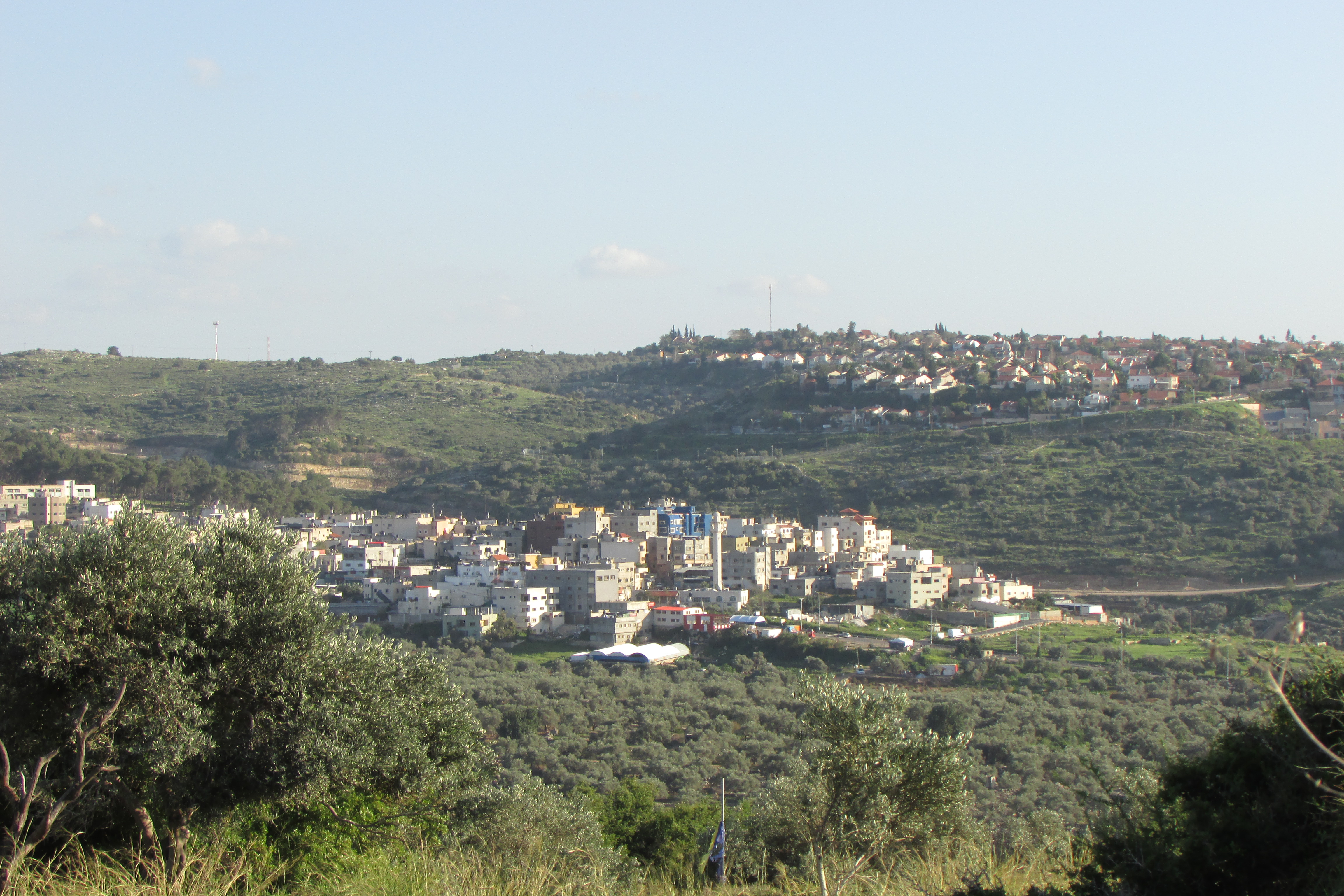
Vista de Nabi Ilyas desde la colonia israelí de Tzofim, con la colonia de Alfei Menashe al fondo.

Nabi Ilyas (en árabe: قرية النبي الياس‎), también llamado An Nabi Ilyas o Nebi Elias, es una localidad palestina de la gobernación de Kalkilia, en Cisjordania. Se sitúa a cinco kilómetros al este de la ciudad de Kalkilia. De acuerdo con los datos facilitados por la Oficina Central de Estadísticas de Palestina, contaba una población de 1399 habitantes en 2017. En 1997, 25.6% de la población de Nabi Ilyas eran refugiados oficialmente registrados.
Nabi Ilyas tiene un centro de salud y una clínica estatal de atención primaria, pero para atención más especializada depende de los servicios sanitarios de Qalqilya, donde el hospital estatal Darwish Nazzal del ministerio de Salud de Palestina, ofrece servicios de nivel 4. Kalkilia tiene también un hospital dirigido por la UNRWA.
Nabi Elyas tiene un concurrido centro con abundancia de tiendas e instalaciones, muy popular como destino de compras para los habitantes de los pueblos de los alrededores, si bien su economía depende al 90% de la agricultura.

## Geografía
Limita con los pueblos de Izbat al Tabib e Isla al este, Ras al Tira e Izbat al Ashqar al sur, Arab
Abu Farda al oeste y Jayyus al norte.

## Historia
En el emplazamiento del pueblo se han encontrado cisternas y tumbas excavadas en la roca, así como cerámica de la época bizantina.

### Época otomana
Nabi Ilyas fue incorporada al Imperio Otomano en 1517 con toda la región de Palestina. En 1596 aparecía en los registros fiscales con el nombre de Ilyas, como perteneciente a la nahiya de Bani Sa'b de la liwa de Nablus. Estaba anotada como hali, vacía, pero se pagaba un impuesto fijo del 33,3% sobre los productos agrícolas; un total de 1200 akçe.
En 1882 el estudio de la Palestina occidental llevado a cabo por el Fondo para la Exploración de Palestina (PEF) describió Neby Elyas (bajo el epígrafe "Arqueología") como: «Muros y pozos, con una qubba en ruinas».

### Mandato Británico de Palestina
En las estadísticas de 1945, durante el Mandato Británico, los datos referentes a Nabi Ilyas se contabilizaron, junto con la aldea de Isla, bajo Azzun.

### Período jordano
Tras la Guerra árabe-israelí de 1948 y tras los acuerdos de armisticio de 1949, Palestina pasó a ser gobernada por Jordania. En el censo de 1921 Nabi Ilyas contaba 223 habitantes.

### Desde 1967
Desde la Guerra de los Seis Días de 1967, Nabi Ilyas está bajo ocupación israelí. Los acuerdos de Oslo II de 1995 definieron el 2,7% de las tierras de Nabi Ilyas como Zona B, mientras que el 97,3% restante es Zona C.
Israel confiscó 1.943 dunums de tierras de la aldea (el 43,8% del total de las tierras de la aldea) para el asentamiento israelí de Alfei Menashe, además de confiscar tierras de otras aldeas palestinas vecinas como Wadi ar Rasha, 'Arab ar Ramadin al Janubi, 'Arab Abu Farda, Ras at Tira, 'Isla, e Izbet al Ashqar. El asentamiento de Alfei Menashe es el mayor asentamiento israelí de la provincia de Kalkilia y constituye un componente clave del gran bloque de asentamientos Ariel-Kedumim que Israel pretende construir en tierras de Cisjordania y luego incluir dentro de sus fronteras mediante la construcción del Muro israelí de Separación.
El Muro de Separación, que se levantó en 2003, separa aún más al pueblo de gran parte de sus tierras. Se construyó al sur y al norte de Nabi Elyas,
aislando 2.554 dunums de sus tierras (57,6% de la superficie total). Esta zona aislada incluye tierras agrícolas
y espacios abiertos que se consideraban la única oportunidad para que los residentes del pueblo pudieran
construir y expandirse en el futuro. La carretera 55, de uso exclusivo para israelíes para unir los asentamientos, atraviesa el pueblo.